# 島崎城 (甲斐国)
島崎城（しまざきじょう、しまさきじょう）は、甲斐国北巨摩郡大豆生田村（山梨県北杜市須玉町大豆生田）にあった戦国時代の日本の城。城郭形式は平城。一般的には大豆生田砦（まみょうだとりで）という名で知られる。

## 歴史

### 築城時期
甲斐国巨摩郡大豆生田を支配していた藤巻氏によって築かれたとされ、藤巻氏屋敷という別名もある。藤巻氏は奈胡庄の藤巻村から誕生したが、水害によりこの地に移った。初めは城ではなく、あくまで領主である藤巻氏の屋敷として築かれたとされ、少なくとも天正7年までに屋敷が完成している。城郭としての機能はいつ頃からかはっきりしないが、天正10年（1582年）6月の時点で城郭としての機能が確認されるため、それ以前である。

### 天正壬午の乱
天正10年（1582年）6月、本能寺の変に織田信長が亡くなると、滅亡した甲斐武田氏の遺領を巡って北条・徳川・上杉らの三者による天正壬午の乱が起きる。
北条方の北条氏直率いる大軍が上野から信濃に入り、上杉軍との戦いを経て甲斐に南下すると、島崎城北方の若神子城に本陣を置き、7月下旬、島崎城南方の新府城の徳川家康軍と対峙した。この頃の島崎城主であり、武田家浪人の藤巻伊予守（藤巻正休、藤巻正成？）は北条方に属した。
北条方は大軍を率いていたが、各所の局地的な戦闘で徳川方に敗れ、大軍がゆえの兵糧不足もあって次第に劣勢となっていった。北条方はこの兵糧不足を解消するために、徳川方を牽制しつつ島崎城を拠点に藤井平で組織的な苅田を行うこととした。
こうして島崎城は北条方の最前線の砦となり、兵は連日城を出て苅田を行った。徳川方はこれを止めるべく、8月27日深夜、藤井平に伏兵を配置する。翌28日、島崎城を出た苅田部隊は徳川方の伏兵の一斉攻撃に遭い、不意を突かれた北条方は島崎城まで退く。徳川方は島崎城への連続的な攻撃を行い、北条方も激しく応戦したが遂に落城した。
これ以降は島崎城で合戦が行われることはなかったが、防御力が高く、兵糧確保にも重要であった最前線の拠点・島崎城を失った北条方は終始劣勢を強いられ、同年10月、北条・徳川間で和議が成立した。

## 城郭

### 戦略面・地形面
島崎城は、小田川から若神子宿および若神子城へ抜ける佐久往還を封鎖する要所であり、戦略面・地形面ともに重要であった。
戦略面としては、甲斐武田氏当主の武田信勝・諏訪勝頼らが本拠を置いた新府城の北方4km弱、新羅三郎義光が築城したとされる若神子城の南方3km程に位置する。
地形面としては、山岳地帯に囲まれる甲府盆地と諏訪を結ぶ通り道であり、城の周りは三方が川に囲まれていて、自然の地形を取り入れた要塞となっている。

### 技巧的・地形的防御力
島崎城は遺構がほぼなく、砦とも呼ばれていることから小規模な城だったように感じるが、実際は集落を城内に囲い込んだ比較的規模の大きい城であったという。
三方が崖・川に囲まれており、他の戦闘目的の城ほど技巧的な城郭でなくとも防御力はかなり高かったといえる。城の東面には大豆生田を南北に貫く塩川が流れ、西面には塩川と並行して須玉川が流れている。これら２つの河川は島崎城南面でＹ字状に合流しており、川に面した部分は崖になっているため、西・南・東からは攻めにくく、またかつては北面にも堀があったとされるため、城郭の工夫された技巧的な城とは対照的な、地形を最大限活かした地形的防御力の高い城といえる。これほどの防御力を持ち合わせていたにもかかわらず、天正壬午の乱以外では使用されなかったという点には疑問が残るが、島崎城の築城以前から砦に近い形のものがあったのではないかという見解もある。

### 現在の遺構
現在は島崎城の遺構はなく、「大豆生田砦跡」と書かれた標柱だけがあり、中央自動車道を通る車の排気ガスの影響でそれもかなり朽ちている。城址に中央自動車道が縦断したことにより、それまであった空堀すら確認できないほどになっている。かつて島崎城が存在したとされる場所は現在墓所となっているが、そこが他より不自然に盛り上がっているため、島崎城の場所が僅かに分かる程度である。

## アクセス
- 中央自動車道本線（西宮線）須玉インターチェンジから車で3〜5分
- JR中央本線穴山駅から徒歩で35〜40分、車で6〜8分
- JR中央本線韮崎駅よりバスで「大豆生田下」バス停下車

島崎城周辺は、県天然記念物「大豆生田ヒイラギ」や西面の須玉川などの自然が美しく、特にシダレザクラは花見の季節に人気である。